# ヤマグチ公園
ヤマグチ庭園（スペイン語: Parque Yamaguchi）は、スペイン・ナバーラ州パンプローナにある公園。山口公園と表記されることもある。公園内にはヤマグチ日本庭園（スペイン語: Jardín Japonés Yamaguchi）が設置されている。パンプローナ市街地の南東部にあり、バラニャイン通り、ラ・リオハ通り、アセリャ通り、サンチョ・ラミレス通りに囲まれている。面積は約80,000m2。

## 歴史
ナバーラ王国ハビエル出身のフランシスコ・ザビエルは1549年に日本を訪れており、周防国の山口でも宣教活動を行った。今日のナバーラ州はザビエルを守護聖人としている。この縁により、1980年2月19日にはナバーラ州の州都パンプローナと日本の山口市が姉妹都市提携を結んでいる。ヤマグチ公園の敷地北端部にはヤマグチ公共図書館（スペイン語: Biblioteca Pública de Yamaguchi）がある。
1994年12月には姉妹都市提携締結15周年を記念して、既存のヤマグチ公園内に日本庭園の設置が決定された。この際に日本から派遣された造園技師が設計図の作成から植栽まで携わり、1996年にも造園技師2人が派遣されている。1997年6月には佐内正治山口市長をはじめとする40人の訪問団がパンプローナを訪れ、日本庭園の開園式が行われた。
2000年5月には姉妹都市提携締結20周年を記念して佐内市長などがパンプローナを訪れ、ヤマグチ公園で記念式典やサクラの植樹を行った。2005年7月には姉妹都市提携締結25周年を記念して山口市議会議長などがパンプローナを訪れ、ヤマグチ公園で記念式典やサクラの植樹を行った。2016年11月には渡辺純忠山口市長や山口市議会議長などがパンプローナを訪れ、ヤマグチ公園でサクラの植樹やこいのぼりの掲揚などを行った。

## ギャラリー

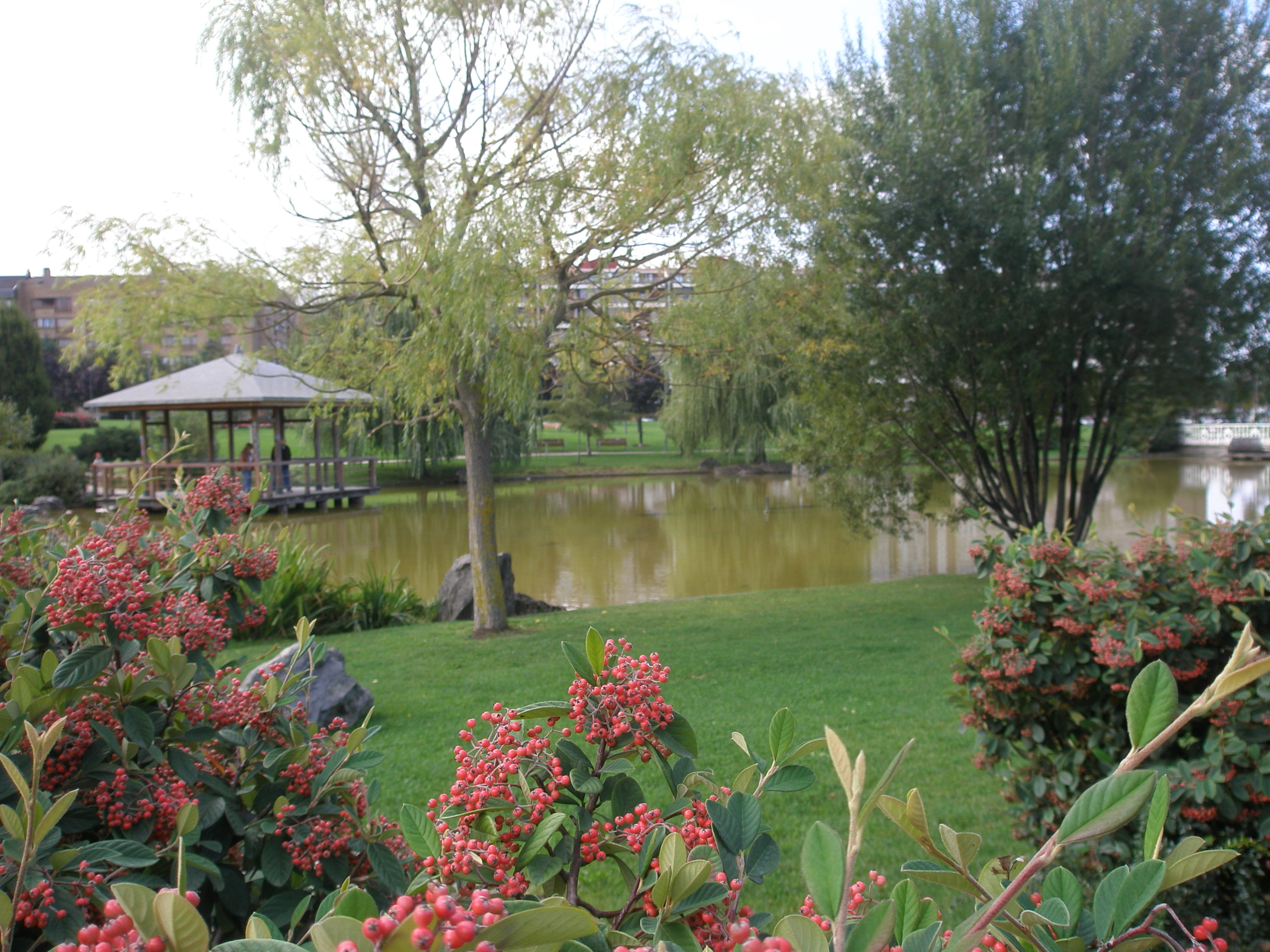
池と東屋
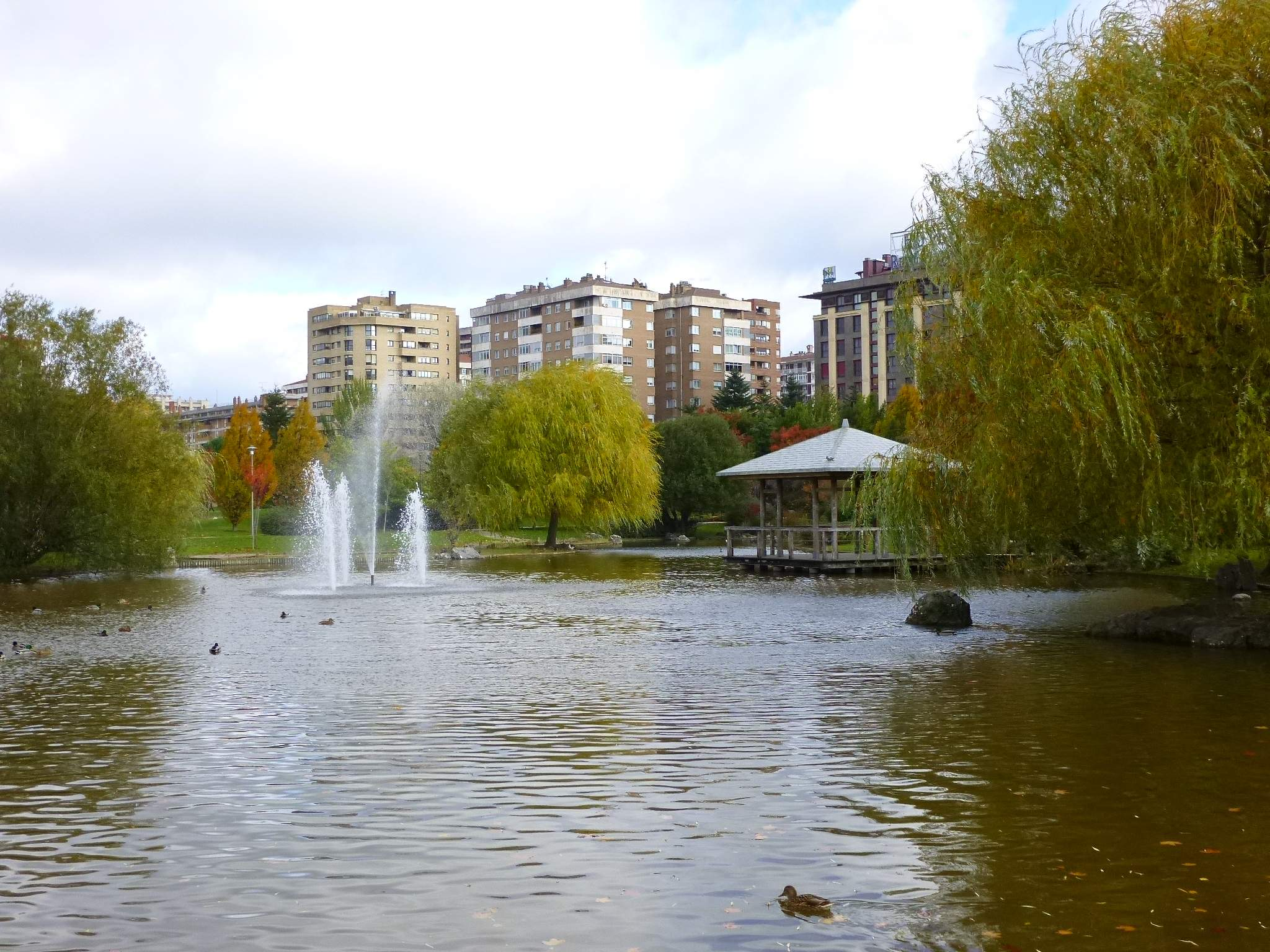
池と東屋
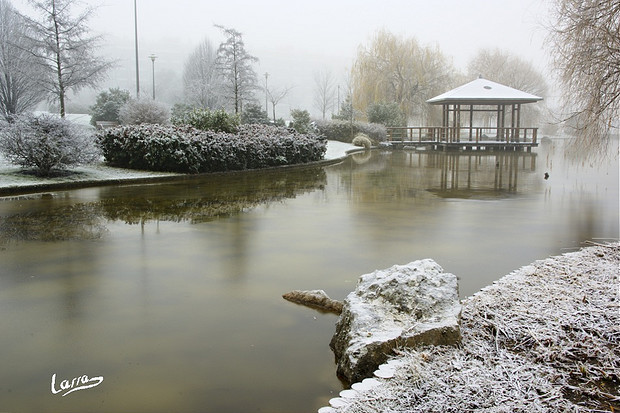
雪景色
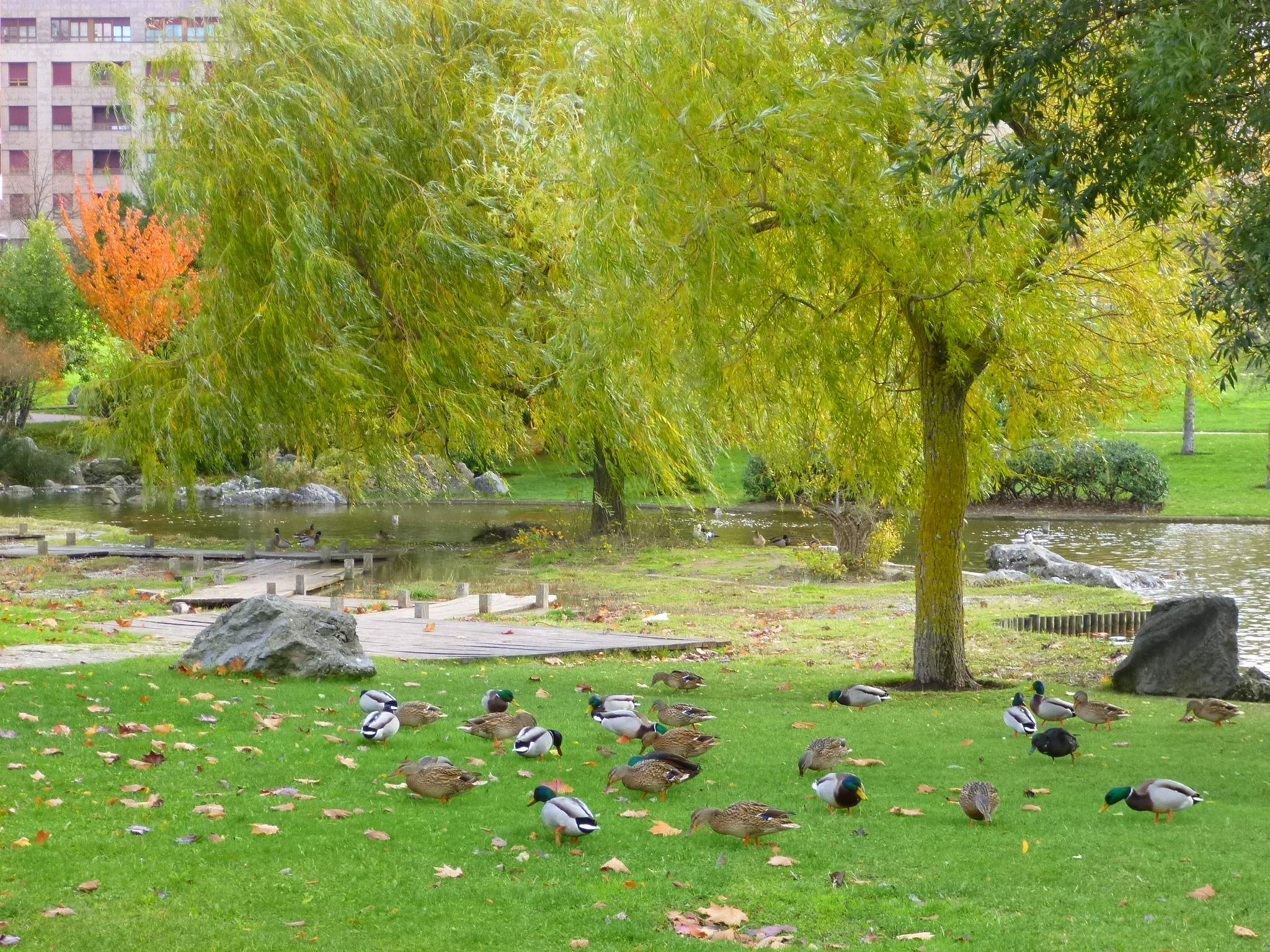
柳と鴨たち
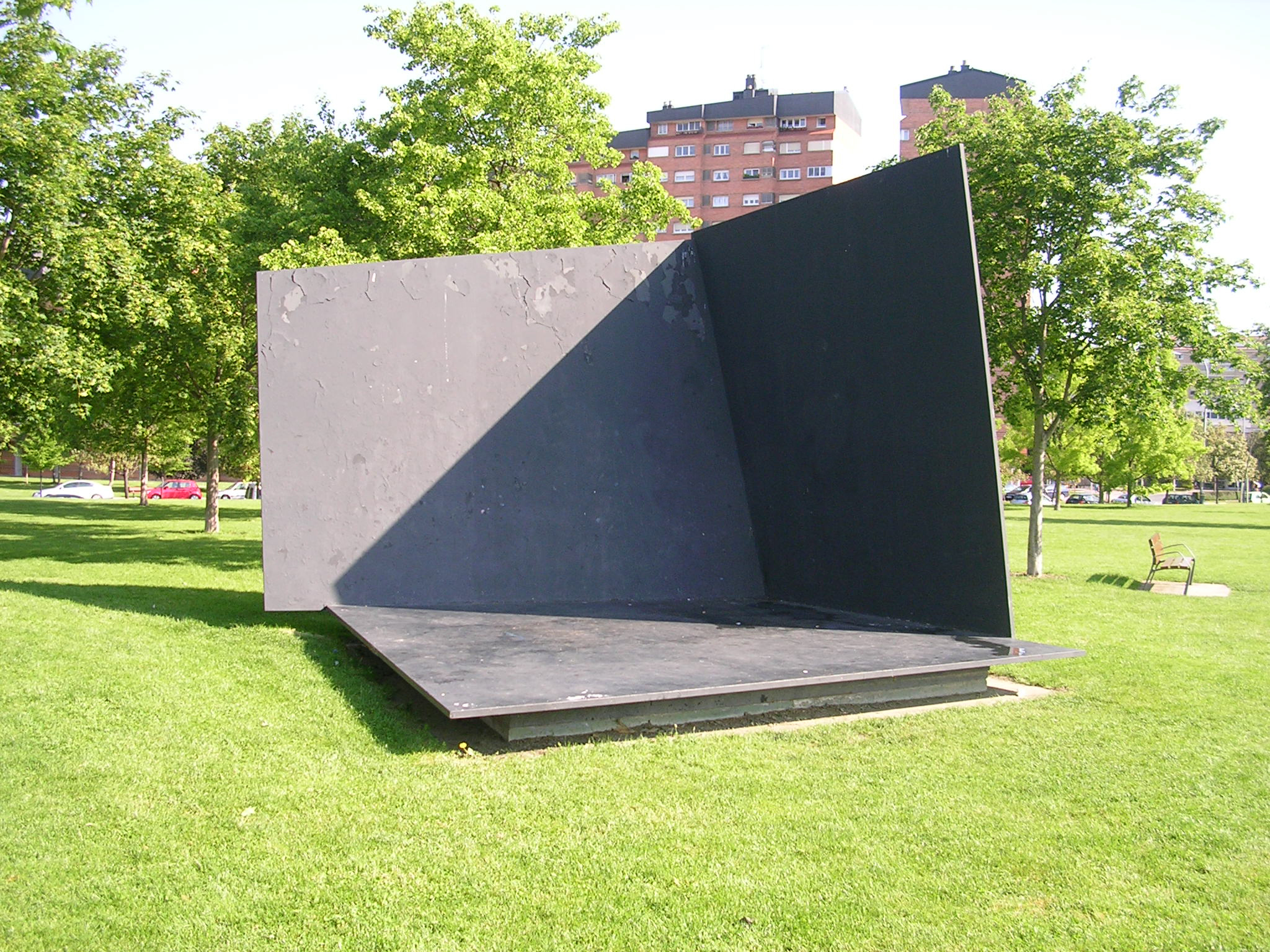
ホルヘ・オテイサの彫刻作品